# Công ty Nga-Mỹ
Công ty Nga-Mỹ dưới sự bảo trợ cao nhất của đế quốc (tiếng Anh: Russian-American Company Under the High Patronage of His Imperial Majesty, tiếng Nga: Под высочайшим Его Императорского Величества покровительством Российская-Американская Компания, đã Latinh hoá: Pod vysochayshim Yego Imperatorskogo Velichestva porkrovitelstvom Rossiyskaya-Amerikanskaya Kompaniya) hay gọi tắt là Công ty Nga-Mỹ (tiếng Nga: Российско-американская компания, đã Latinh hoá: Rossiysko-amerikanskaya kompaniya là một công ty điều lệ do nhà nước tài trợ được hình thành chủ yếu dựa trên Công ty Hoa Kỳ. Công ty được Sa hoàng Pavel I ban đặt quyền trong Ukase năm 1799. Nhiệm vụ của nó là thiết lập các khu định cư mới ở Nga, thực hiện giao thương với người bản xứ và thực hiện chương trình thuộc địa mở rộng.
Đây là công ty cổ phần đầu tiên của Nga và nó thuộc thẩm quyền trực tiếp của Bộ Thương mại Hoàng gia Nga. Bộ trưởng Bộ Thương mại (sau này là Bộ trưởng Bộ Ngoại giao) Nikolai Petrovich Rumyantsev là người có ảnh hưởng quan trọng đến các vấn đề ban đầu của Công ty. Năm 1801, trụ sở của công ty đã được chuyển từ Irkutsk đến Sankt Peterburg và các thương nhân ban đầu là các cổ đông lớn đã sớm được thay thế bởi giới quý tộc và quý tộc của Nga.
Bá tước Rumyantsev đã tài trợ cho việc tuần hoàn hải quân đầu tiên của Nga dưới sự chỉ huy chung của Adam Johann von Krusenstern và Nikolai Rezanov vào năm 1803 trận1806. Sau đó, ông tài trợ và chỉ đạo các chuyến đi của Ryurik vòng quanh của 1814-1816, trong đó cung cấp thông tin khoa học đáng kể đối với hệ động thực vật của Alaska và California, và thông tin dân tộc học quan trọng về bản xứ Alaska và California (trong số những người khác). Trong thời gian Nga-California (1812-1842) khi họ hoạt động Fort Ross, người Nga tên là ngày nay Vịnh Bodega, California là "Rumyantsev Bay" (Залив Румянцев) để vinh danh ông.

## Giám đốc công ty Nga-Mỹ
- 1799-1818, Aleksandr Andreyevich Baranov
- 1818, Ludwig von Hagmeister
- 1818-1820, Xie Miao Ivanovich Yanovsky
- 1820-1825, Matvi Ivanovich Muraviov
- 1825-1830, Pyotr Yegoro Roach Chiszakov
- 1830-1835, Ferdinand von Wrangel
- 1835-1840, Ivan Antonovich Kupreyanov
- 1840-1845, Alvid Adolf Etolen
- 1845-1850, Mikhail Dmitriyevich Jiebiankov
- 1850-1853, Nikola Yakovlevich Rosenberg
- 1853-1854, Aleksandr Ilyich Rudakov
- 1854-1859, Stepan Vasilyevich Voyevoski
- 1859-1864, John Hamps Fruyelm
- 1864-1867, Dmitry Petrovich Maksutov